# Culex browni
Culex browni är en tvåvingeart som beskrevs av William H.W. Komp 1936. Culex browni ingår i släktet Culex och familjen stickmyggor. Inga underarter finns listade i Catalogue of Life.